# Chiesa di San Giorgio (Lostallo)
La chiesa parrocchiale di San Giorgio è un edificio religioso che si trova a Lostallo, nel Cantone dei Grigioni.

## Storia
La struttura viene citata per la prima volta in documenti storici risalenti al 1219, anche se venne profondamente rimaneggiata nei secoli seguenti.

## Descrizione
La chiesa ha una pianta ad unica navata ricoperta da un soffitto a travi, mentre il coro è coperto da una volta a crociera.